# 15594 Castillo
A 15594 Castillo (ideiglenes jelöléssel 2000 GG95) a Naprendszer kisbolygóövében található aszteroida. A LINEAR projekt keretében fedezték fel 2000. április 6-án.